# Chiesa di San Michele di Vitica
La chiesa di San Michele di Vitica era un luogo di culto cattolico di Palmi, ubicato alle pendici del monte Sant'Elia.

## Storia
La chiesa di San Michele di Vitica, con annesso romitorio, doveva essere collocata alle pendici del monte Sant'Elia, poiché attualmente li vi sorge una contrada denominata Sambiceli (termine dialettale che corrisponde al nome di San Michele) ed è contigua ad un'altra contrada, più estesa e più interna, chiamata appunto Vitica. La chiesa è menzionata da Ruggero I di Sicilia, divenuto nel 1081 conte di Calabria, che dispose fin dallo stesso anno la fondazione a Bagnara Calabra della Chiesa di Santa Maria e dei XII apostoli, alla quale donò fondi appartenenti alla distrutta Tauriana e la chiesa di "San Michele di Vitica" («S. Michaelem de Bitica cum terris et pertinentiis suis»).
Probabilmente però il luogo di culto esisteva già in precedenza, dovendo essere l'eremo con vicina caverna dedicato a San Michele arcangelo, non lontano dal monastero di San Mercurio a Seminara, dove San Nilo da Rossano nel X secolo si ritirò in preghiera per quaranta giorni.